# 占城稻
占城稻是一种出产于中南半島的高产、早熟、耐旱的稻种。一般認為是在宋朝以前由占城傳入中國，故名為占城稻。

## 原產地
《唐會要》卷九八《林邑國》記“以二月為歲首，稻歲再熟”說明林邑有早熟稻，後來林邑改名環王國，五代時環王國改名占城，《五代會要》有占城國條亦謂其“粒食稻米”。在《嶺外代答》卷二《安南國》講到“占禾”，“蓋其境土多占禾，故以大禾為元日之梢”，而趙汝適（1170-1228）《諸蕃志》卷上《占城國》條“民間耕種率用兩牛，五穀無麥，有稿、粟、麻、豆，不產茶，亦不識醞釀之法，止飲娜子酒”，《康熙字典》解稿即稾，《玉韻》“稾”是“禾桿也”，就是說占城所種的五穀，以稻為首。該卷《真臘國》“厥土沃壤，田我珍域，視力所及而耕種之，米谷廉平”。可見，印支半島之安南、占城又名林邑、環王國、真臘盛產稻米，且稻種早熟。由占城到中國的物品不一定是來自占城的，亦可由外地傳入。
學者游修齡考據，占城稻並非僅指占城國種植的稻，而是指在散播在印度支那各國、雲南、廣西一帶的品種。無論如何，占城稻在廣西地區和安南、占城、真臘等國普遍種植，當地，《占城國》條稱其國“土皆白砂，可耕之地絕少。”占城稻耐早、耐專的特性可能就是在這種特定的自然環境和粗放的耕作方式中形成的。

## 引入
最早占城稻引入中國的正史記載是《宋史》：“大中祥符五年（1012年）五月戊辰，帝以江、淮、兩浙稍旱即水田不登，遣使就福建取占城稻三萬斛，分給三路為種，擇民田之高仰者蒔之，蓋早稻也。內出種法，命轉運使揭榜示民，後又種於玉宸殿，帝與近臣同觀，畢刈，又遣內侍持於朝堂示百官，稻比中國者穗長而無芒，粒差小，不擇地而生。＂
《宋會要輯稿》：“大中祥符五年五月，遣使福建州，取占城稻三萬斛，分給江淮、兩浙三路轉運使，並出種法……”《國朝會要》：“大中祥符五年，遣使福建取占城禾分給江淮、兩浙漕，並出種法，令擇民田之高仰者，分給種之。”
從正史得知，一是占城稻最先傳入福建，再分給江淮、兩浙；二是朝廷在大中祥符五年福建取種三萬斛。除正史外，古人最早談到占城稻的記載，是文瑩（生卒不詳）的《湘山野錄》：“真宗（趙恆）深念稼稿，聞占城稻耐旱西天綠豆子多而粒大，各遣使以珍貨求其種，占城稻得種二十石，至今在處播之……始植於後苑，秋成日宣近臣嘗之，仍賜占城稻及西天綠豆御詩。”

### 分歧
有學者認為以為文瑩的《湘山野錄》不符史實，認為文瑩所指的占城稻的流入方法有誤。三節正史皆不約而同地謂：“遺使福建”取稻，稻是在福建所購，是福建的占城稻分派到其他地方，而文瑩則誤以為是“遺使以珍貨求其種”，認為稻是由此時才引入中國的，而分派到江淮、兩浙的稻是占城本土所出產的。後代多承文瑩之誤，如明黃省曾《理生玉鏡精品》、黃仲昭《八閩通志》、清王夫之《宋論》、郭柏蒼《閩產錄異》，皆因承襲文瑩而有誤。
另外，由在兩浙“揭榜示民”所頒布的榜文中，所記載了占稻的種植方法、種植時間和收成期，皆是以中國的南方的土地為標準，而且和《四時纂要》載種稻之法極相似：“（三月）為上時，先放水，十日後，碌軸打十遍，淘種子，經三宿，去浮者，漉又三宿，芽生，種之，每畝下三升，美田稀種，瘠田宜稠矣。”可見占城應在頒布榜文前，在中國的境內有種植的經驗。因此，大多數的學者如加藤繁、游修齡等較支持“遺使福建”的說法。

## 特點
北宋原來水稻成熟全部時間至少要180天（在苗床4-6周，插秧後得需150天）。最初占城稻在插秧後要100天才成熟，到15世紀，出現只需60天的品種。
南宋人舒璘（1136-1198）指出，占城稻有良好特性：「有大禾谷，有小禾谷，大禾谷今謂之粳稻，粒大而有芒，非膏腴之田不可種；小禾谷今謂之占城，亦曰山禾稻，粒小而谷無芒，不問肥瘠皆可種。所謂粳谷者，得米少，其價高，輸官之外，非上户不得食，所謂小谷，得米多，價廉，自中產以下皆食。」可以看到占城稻的三個特點：
1. 對於耕地的要求不高，「不問肥瘠皆可種」，即使是旱地，亦能有收成
2. 得米多
3. 價廉

## 傳播
宋代占城稻主要的傳播方法有二，一是皇帝為民之先，身先士卒，首先試種：“種於玉宸殿，帝與近臣同觀”，待成熟時再“持於朝堂示百官”。二是由轉運使分到地方，“命轉運使揭榜示民”，其榜文如下：
其法曰：南方地暖，二月中下旬至三月上旬，用好竹籠，周以稻秆，置此稻於中，外及五斗以上，又以稻秆覆之，入池浸三日，出置宇下，伺其微熟如甲坼狀，則布於淨地，俟其萌與谷等，即以寬竹器貯之，於耕了平細田停水深二寸許，布之，經三日，決其水，至五日，視其苗長二寸許即復引水浸之一日，乃可種蒔，如淮南地稍寒，則酌其節候下種，至八月熟。
可見，具體做法是“遣使福建州，取占城稻三萬斛，分給江淮、兩浙三路轉運使”。

## 影響
占城稻早熟而耐旱，使雙季播種得以可能，也可以大量種植於高地和山坡。占城稻生長期短，可以在雨量較少土質欠佳的地方種植，於是稻米栽培可以向北方及江南山區發展，擴大稻米的栽培面積。到南宋，江南發展出稻麥兩熟制。

### 引用
1. ↑  游修齡. . 北京: 中國農業科技出版社. 1993.
2. ↑  黃桂. .  1998年4期. 廈門: 廈門大學. 1998: 頁20.
3. 1 2  Maddison. . : 26.
4. ↑  趙岡. . : 164頁.